# Bernd Michel
Bernd Michel (* 9. Mai 1947) ist ein ehemaliger deutscher Fußballspieler, der in der Saison 1968/69 für den FC Schalke 04 in der Bundesliga spielte.

## Laufbahn
Michel wechselte vor der Saison 1968/69 vom damaligen Regionalligisten KSV Hessen Kassel zu den „Knappen“. Dort hatte er zuvor 20 Tore in 61 Spielen erzielt. Bei Schalke 04 glänzte er in der Vorbereitung und erzielte im Finale der Coppa delle Alpi beim 3:1-Sieg über den FC Basel alle Treffer für sein Team. Seine Tore gegen Basel bescherten Schalke nicht nur den Alpenpokal, sondern auch eine Prämie von 10.000 Mark.
Sein damaliger Trainer Günter Brocker urteilte über den Stürmer aus Nordhessen: „Ein großes Talent, das den Mangel an Technik durch seine enorme Schnelligkeit wettmacht.“ Dennoch konnte er sich in der Bundesliga nicht durchsetzen. In seiner einzigen Saison als Profi kam er lediglich auf vier Einsätze und verließ anschließend den Verein in Richtung Preußen Münster. 1973/74 spielte er beim Karlsruher SC und erzielte in der Regionalliga Süd in 19 Spielen sechs Tore.
Bis zu seiner Pensionierung am 13. Juli 2010 war er Lehrer an der Realschule zur Windmühle in Ennigerloh und unterrichtete die Fächer Erdkunde und Englisch. Außerdem betreute er dort die Fußball-Schulmannschaften und organisierte jährliche Klassenturniere.